# Zapadnočadski jezici
zapadnočadski jezici, skupina od (73) čadska jezika raširenih po Nigeriji. Osnovna im je podjela na 3 uže podskupie, od kojih su dvije glavne označene slovima A i B, i treća koja obuhvaća svega jedan, danas možda izumrli jezik luri [ldd] (2 govornika 2004, R. Blench) Predstavnici su:
A. (43) jezika: beele, bole, bure, cakfem-mushere, daza, deno, dera, duhwa, fyer, galambu, gera , geruma, giiwo, goemai, gwandara, hausa, jorto, karekare, kholok, koenoem, kofyar, kubi, kulere, kushi, kutto, kwaami, maaka, miship, montol, mundat, mwaghavul, ngamo, ngas, nyam, pero , piya-kwonci, pyapun, ron, sha, tal , tambas, tangale, yiwom,
B. (29) jezika: auyokawa, ajawa, bade, boghom, ciwogai, dass, diri, duwai, geji, guruntum-mbaaru, jimi, ju , kariya, kir-balar, mangas, mburku, miya, ngizim, pa’a, polci, saya, siri, tala, teshenawa, warji, zangwal, zari, zeem,  zumbun.
zapadnočadski A (43 jezika) 
A.1. Hausa-Gwandara (2)
A.2. Bole-Tangale (21)
A.3. Angas-Gerka (12)
A.4. Ron-Fyer (7)
zapadnočadski B (29 jezika)
B.1. Bade-Ngizim (5)
B.2. Sjeverni Bauchi (10)
B.3. Barawa (14)

## Vanjske poveznice
- Ethnologue (14th)
- Ethnologue (15th)